# Laurent Sciarra
Pour les articles homonymes, voir Sciarra.
Laurent Sciarra, né le 8 août 1973 à Nice, est un ancien joueur français de basket-ball, jouant au poste de meneur de jeu, reconverti en entraîneur et en chroniqueur médias.
Ayant passé plus de vingt ans sur les parquets en tant que joueur professionnel, il détient l'un des plus beaux palmarès du basket-ball français.

## Biographie

### Carrière de joueur
Redoutable scoreur dans les équipes de jeunes de Nice au poste d'arrière-ailier, il se rend vite compte qu'étant un peu juste physiquement il doit se reconvertir au poste de meneur de jeu pour pouvoir exister au plus haut niveau. Il devient un des meilleurs passeurs au monde et très certainement le meilleur meneur gestionnaire français de tous les temps, tandis que Rigaudeau, Parker ou encore Sonko sont avant tout des meneurs scoreurs. Doté d'un très gros mental, travailleur infatigable à l'entrainement, ayant une grande connaissance du jeu, il réalise une carrière à la longévité rare à haut niveau.
Il est connu pour son franc-parler, sur et en dehors du terrain.
Lors de son premier séjour parisien (1993-1997) il constitue avec Yann Bonato et Stéphane Risacher, un trident offensif inarrêtable. Sciarra, comme formidable rampe de lancement pour les contre-attaques, permet à l'équipe parisienne de développer un jeu attractif.
En équipe de France, il est le plus souvent 3e meneur derrière Antoine Rigaudeau et Moustapha Sonko. Il joue donc assez peu mais continue à régaler ses coéquipiers de ses passes. Aux jeux olympiques de Sydney en 2000, il change de dimension sur le plan international. Sonko diminué par une blessure et Rigaudeau surveillé de très près par les défenses adverses, Sciarra prend les choses en main en montrant qu'il n'a pas perdu le talent offensif de ses jeunes années. L'équipe de France qui n'espérait plus de médailles, terrasse le Canada de Steve Nash en quart de finale, et bat facilement l'Australie de Andrew Gaze, Shane Heal et Luc Longley pourtant favorite car évoluant à domicile. En finale, l'équipe de France retrouve les États-Unis. Très maladroite en première mi-temps, l'équipe de France remonte au score par une succession de tirs à 3 points, dont un dernier de Antoine Rigaudeau qui les ramène à 4 points des Américains... L'équipe de France perd finalement, mais ce match reste dans toutes les mémoires des fans de basket français. Sciarra est le meilleur marqueur de cette finale avec 19 points, dominant les meneurs adverses Gary Payton et Jason Kidd.
En 2003, il met un terme à sa carrière internationale alors qu'il est encore au sommet de son art, gêné par la montée en puissance de Tony Parker qu'il a eu sous sa coupe à Paris et dont il ne souhaite pas être le remplaçant à son tour en équipe de France. Il a été sélectionné à 112 reprises sous le maillot français.
Après deux saisons à Orléans, il rejoint à l'été 2010 l'Élan Béarnais où il ne termine pas la saison, mettant officiellement un terme à sa carrière le 27 février 2011.

### Reconversion dans les médias et entraîneur
Le 21 novembre 2011, pour la première fois de sa carrière, il est nommé entraîneur de la JA Vichy (Pro B), dernier du championnat, en remplacement de Jean-Philippe Besson. Il ne parvient pas à éviter la relégation du club en NM1. Par la suite, il dirige l'équipe du SPO Rouen jusqu'en 2014. Laurent Sciarra anime depuis la rentrée 2015, une émission dédié au basket Team Sciarra sur la chaîne sportive Eurosport 2. À partir de 2015, il est aussi consultant pour RMC, il participe notamment aux émissions Basket Time et Les Grandes Gueules du Sport.
Le 16 juin 2016, Il retrouve un poste d'entraîneur en s'engageant pour deux ans avec l'ALM Évreux Basket tout juste finaliste des play-offs de Pro B. Cependant, il quitte le club ébroïcien à l'issue de la 19e journée de Pro B à la suite de dissensions avec son effectif.
En septembre 2021, plus de quatre ans après sa dernière expérience d'entraîneur, Laurent Sciarra s'engage avec le club de ses débuts, le Hyères Toulon Var Basket en NM2. Le club varois ambitionne alors de monter en NM1. A l'issue de la saison, le HTV obtient la montée en NM1 et décroche le titre de champion de France NM2. Devant les difficultés financières du club varois, il démissionne le 30 juillet 2022.
Devenu consultant pour TV Monaco, l'ancien basketteur a été suspendu le 26 mars 2025 de ses fonctions après avoir apporté son soutien à l'OGC Nice en direct à l'antenne. A trois jours du derby entre les Aiglons et Monaco, cette prise de position a particulièrement déplu aux supporters monégasques. Sa suspension est levée le 23 avril de la même année.

## Club successifs

### Joueur
- 1989-1993 :  Hyères Toulon Var Basket (Nationale 2 puis N 1 B et N A 2)
- 1993-1997 :  PSG Racing (Pro A)
- 1997-1997 :  Ciudad de Huelva (Liga ACB) (11 matches)
- 1997-1998 :  Benetton Trévise (Lega A) (24 matches)
- 1998-2000 :  PSG Racing (Pro A)
- 2000-2001 :  ASVEL (Pro A)
- 2001-2002 :  Paniónios Athènes (ESAKE)
- 2002-2004 :  Paris Basket Racing (Pro A)
- 2004-2005 :  BCM Gravelines (Pro A)
- 2005-2008 :  JDA Dijon (Pro A)
- 2008-2010 :  Orléans Loiret Basket (Pro A)
- 2010-2011 :  Élan béarnais Pau-Lacq-Orthez (Pro A)

### Entraîneur
- 2011-2012 :  JA Vichy (Pro B)
- 2012-2014 :  SPO Rouen Basket (Pro B)
- 2016-2017 :  ALM Évreux Basket (Pro B)
- 2021-2022 :  Hyères Toulon Var Basket (NM2)

## Palmarès

### Club

#### Joueur
- Champion de France en 1997
- Coupe de France en 2001, 2005, 2006 et 2010
- Participation au Final Four de l'Euroligue en 1998

Dans l'histoire de la Pro A :
- Meilleur passeur avec 2894 pds
- 31e meilleur marqueur avec 3430pts
- 30e rebondeur avec 1294 rbds

#### Entraîneur
- Champion de France NM2 en 2022

### Équipe de France
Senior
- Vice-champion olympique aux jeux Olympiques de 2000

Espoir
- Vice-champion du monde Espoirs en 1993

Militaires
- Vice-champion du monde Militaires en 1993
- Troisième championnat du monde Militaires en 1994

Junior
- Champion d'Europe Junior en 1992

### Récompenses individuelles
- MVP français de Pro A en 2003 (référendum l'Équipe) et 2005
- Meilleur passeur de Pro A en 1995, 1996, 1999, 2003, 2004, 2005, 2006 et 2007
- MVP du All-Star Game 2008
- Recordman du monde de lancer francs : 63 lancers francs réussi en 2 minutes, inscrit dans le Guinness des records[11]